# هانس هاینریش لاندولت
هانس هاینریش لاندولت (انگلیسی: Hans Heinrich Landolt; ۵ دسامبر ۱۸۳۱ – ۱۵ مارس ۱۹۱۰) شیمیدان سوئیسی بود که موفق به کشف واکنش زمان‌درگیر ید شد همچنین او یکی از پایه‌گذاران پایگاه داده لاندولت-بورنشتاین است.

## زندگی
لاندولت در زوریخ به دنیا آمد و در نوزده سالگی برای تحصیل در زمینهٔ شیمی و فیزیک وارد دانشگاه شد. او از کلاس‌های کارل جاکوب لوویگ بهره می‌گرفت. او دانشنامهٔ دکتری اش را در زمینهٔ ترکیب‌های اتیلی آرسنیک انجام داد. دانشنامهٔ او کار مهمی در زمینهٔ قانون والانس در شیمی بود.